# Josep Dencàs
Josep Dencàs, né à Vic le 19 mars 1900 et mort à Tanger le 13 février 1966, est un homme politique nationaliste catalan actif dans la Gauche républicaine de Catalogne.

## Biographie
Josep Dencàs est né à Vic le 19 mars 1900. Il a étudié à l'université de Barcelone.